# 井上いつのりの男と女のI LOVE 湯
バスクリン 井上いつのりの男と女のI LOVE 湯（いのうえいつのりのおとことおんなのあいらぶゆう）は、RSK山陽放送で1985年4月6日から1993年3月27日まで放送されていたラジオ番組。

## 概要
はがきで公募した中から選ばれた女性リスナー3名と井上いつのりがタオル着用した上で混浴で中四国地方を中心とした全国各地の温泉から世間話などのトークをする。その温泉の温泉宿の主人による近隣の名所案内、宿の名物料理の食リポートもあった。参加する女性の年齢層は40〜50代中心。1度だけ20代のOLグループが一緒に出演した時があった。スタート当初は夫婦の同行者も募集していた。第1回放送の行き先は岡山県の湯原温泉で、同行者は倉敷市在住の夫婦であった。
スタート当初の本番組には、「何かにつけて気になって面白い男女の仲に井上いつのりが入り込み、男女の色模様を描き出す」という企画意図があった。
ネット局のアナウンサーも出演していた。
2012年10月6日には中四国ライブネットで復活特番が放送された。

## 放送時間
- 土曜日 17:15 - 17:45

## 出演者
- 井上いつのり

## ネット局
- 中国放送：土曜日 17:00 - 17:30（1985年4月 - 1993年3月）[2][8]
- 山口放送：土曜日 15:30 - 16:00（1987年4月 - 1993年3月）[2][8]
- 南海放送：土曜日 17:10 - 17:40（1987年4月 - 1990年3月）→ 土曜日 17:00 - 17:30（1990年4月 - 1993年3月）[2][8]
- 山陰放送：土曜日 17:15 - 17:45（1988年4月 - 1993年3月）[2][8]
- 北陸放送：土曜日 18:30 - 19:00（1988年10月 - 1989年3月）→ 土曜日 17:00 - 17:30（1989年4月 - 1993年3月）[2][8]
- 高知放送：土曜日 17:00 - 17:30（1989年4月 - 1993年3月）[8]